# Pilane Station
Pilane Station is een dorp in het district Kgatleng in Botswana. De plaats telt 1795 inwoners (2011).